# Kungariket Aksum

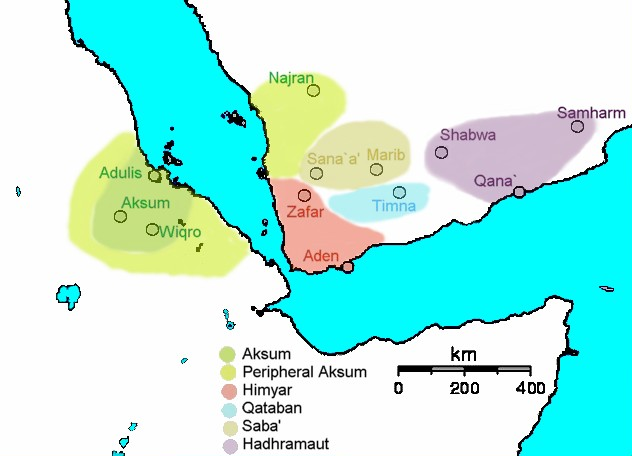
Aksum (i mörkare grönt, nuvarande Etiopien,Eritrea och Jemen).

Kungariket Aksum (ge'ez: አክሱም) var en viktig handelsnation i nordöstra Afrika. Riket bildades omkring 300-talet f.Kr. och hade sin storhetstid under 100-talet e.Kr. 
Aksums huvudstad har hittats i nuvarande Etiopien men rikets territorium sträckte sig från södra Etiopien till nuvarande södra Saudiarabien, samt mot södra Egypten. Cirka 95 procent av dåtidens Aksum ligger fortfarande begravd under dagens Aksum, vilket har gjort att en stor del av dess historia är omdiskuterad bland västerländska forskare. 
Riket var en viktig handelspartner mellan Romarriket och antikens Indien. Härskarna i Aksum underlättade handeln genom att prägla egna mynt.  
Aksum nämns i Periplus Maris Erythraei som en viktig handelsstad för elfenben som exporterades över hela den då kända världen. Där framgick också att Aksums härskare under 100-talet e.Kr. var Zoskales, som kontrollerade två hamnar mot Röda havet: Adulis (i närheten av Massawa) och Avalites (Assab) i södra Aksum. Det sägs också att Zoskales var bekant med grekisk litteratur. Delar av rikets historia finns nedtecknad i böckerna Kebra Negast (Kungarnas Ära) och Fitha Negast (Kungarnas Lagar), som är sammanställningar av samtida dokument från Aksum, skrivna vid okänt datum, men förmodligen från några hundra år f.Kr. till omkring 1200-talet e.Kr.[källa behövs]
Aksum tog en ledande ställning (hegemoni) i kungadömet Kush, som var på nedgång, och fick dessutom politiskt inflytande över en del av den arabiska halvön. Aksum kom därefter att härska över regionen genom sin erövring av det sydarabiska kungadömet Himyarriket, i dagens Jemen. 
Aksum var ett mångkulturellt imperium med en blandning av människor som talade kushitiska språk samt semitiska språk men stommen utgjordes av Agʿazi-folket. Ättlingar till det folket existerar fortfarande idag i Amhara-, Tigrinja- och Tigré-folken.
Aksum var dock huvudsakligen ett judiskt kungarike. Kungahuset påstås härstamma från kejsar Ménélik I, son till kung Salomo av Israel och drottning Makeda av Saba. De tidigare polyteistiska religionerna tilläts dock att utövas av mindre utspridda stammar; vissa av dessa religioner existerar fortfarande bland högländerna i Etiopien. 
Under Ezana II blev Aksum det första betydande riket som konverterade till kristendomen och kallades av profeten Mani en av de fyra stora statsmakterna under hans tid tillsammans med Persien, Rom och Kina.  
På 620-talet sökte muslimer som ursprungligen samlats i Mecka sin tillflykt i Aksum för att undvika förföljelse från Qureisjstammen (den stam som Muhammed tillhörde). Det är i islams historia känt som den "första hijran till Abessinien", utvandringen till Abessinien.